# Taskmanager

Windows 8-Taskmanager

Der Windows Taskmanager (in den Medien wird oft auch die Eigenschreibweise von Microsoft übernommen: Task-Manager) ist ein Programm, in der Regel als Bestandteil des Betriebssystems, das als Prozessmanager unter anderem die laufenden Programme und Prozesse anzeigt und verwaltet. Für die Verwendung dieses Programms auf Prozessebene ist Fachwissen vonnöten.

## Windows NT-basierte Systeme
Der Taskmanager ist in allen NT-basierten Windows NT-Versionen integriert, in seiner heutigen Form ab Windows NT 4.0. Darunter fallen Windows 2000, Windows XP, Windows Server 2003, Windows Server 2008, Windows Vista, Windows 7, Windows 8, Windows 10 und Windows 11. In den neueren Betriebssystemversionen wurden allerdings zum Teil neue Funktionalitäten hinzugefügt. Zuvor wurde das Dialogfenster Windows NT-Sicherheit vorangestellt, von wo auch grundlegende Systemfunktionen wie etwa Herunterfahren, Kennwort ändern oder eben auch der Taskmanager (dort Task-Liste genannt) wählbar waren. Diese beiden Dialogfenster wurden in Windows NT 4.0 zusammengefasst.
Das Programm zeigt die auf dem Computer laufenden Programme und Prozesse jeweils in einer Übersicht an. Der Vorteil liegt darin, dass auch solche angezeigt werden, die auf der Windows-Oberfläche nicht sichtbar sind. Das ist vor allem dann hilfreich, wenn es zu Problemen kommt, wenn ein Programm beispielsweise nicht mehr reagiert. Man kann damit dann Prozesse gezielt beenden, auch wenn sie auf der Oberfläche nicht zu sehen sind. Dabei ist zu beachten, dass auch Systemprozesse mit aufgelistet werden. Diese lassen sich, auch mit einem Administratorenkonto, wegen Standard-Sicherheitseinstellungen in der Regel nicht ohne weiteres direkt beenden.
Als Zusatzinformation wird die Prozessor- und Speicherauslastung angezeigt. Seit etwa Windows 2000 kann Ersteres im Benachrichtigungsfeld angezeight werden. Ab Windows XP wird auch der Netzwerkverkehr angezeigt, und es kann zu einem anderen angemeldeten Benutzer gewechselt werden. Mit Windows 8 wurde das Design grundlegend geändert und es wurden neue Reiter wie beispielsweise „Autostart“ eingeführt.

### Neuerungen ab Windows 11 Version 22H2
Mit dem Funktionsupdate Windows 11 Version 22H2 wurde der Task-Manager umfassend überarbeitet und erhielt mehrere neue Funktionen sowie ein modernes Design.
- Die klassische Reiternavigation wurde durch eine vertikale Seitenleiste ersetzt, die auf dem Fluent Design basiert und sich optisch am Gesamtdesign von Windows 11 orientiert.[3]

- Eine integrierte Suchfunktion ermöglicht es, Prozesse und Dienste nach Namen oder Prozess-ID zu durchsuchen. Dies erleichtert das Auffinden einzelner Prozesse insbesondere bei komplexen Systemen.[4]

- Mit dem neuen Effizienzmodus (engl. Efficiency Mode) lassen sich einzelne Prozesse in einen ressourcenschonenden Zustand versetzen. Dabei wird unter anderem die CPU-Priorität reduziert, um die Gesamtleistung zu optimieren und den Energieverbrauch zu senken. Der Status wird durch ein grünes Blatt-Symbol im Task-Manager angezeigt.[5]

- Die Benutzeroberfläche enthält in jeder Ansicht eine Befehlsleiste (engl. Command Bar), über die häufig verwendete Aktionen wie „Task beenden“, „Neuen Task starten“ oder „Online suchen“ direkt ausgeführt werden können.[6]

Diese Änderungen stellen die umfassendste Neugestaltung des Task-Managers seit Windows 8 dar und machen viele ältere Darstellungen in diesem Artikel überholt.
Das Programm kann folgendermaßen gestartet werden:
- Rechtsklick auf die Taskleiste → Task-Manager
- Tastenkombination Strg + Shift + Esc
- Mit Standardeinstellungen von Windows XP über die Tastenkombination Strg + Alt + Entf („Klammergriff“). Wird die Willkommensseite abgeschaltet – was automatisch geschieht, wenn der Rechner an einer NT-Domäne angemeldet wird – ruft das zunächst den Windows-Sicherheitsdialog auf, von dem dann der Taskmanager gestartet werden kann.
- Startmenü → Ausführen… → Eingabe von taskmgr
- Aus der Programmliste im Startmenü heraus

Beim Absturz des Windows-Explorers (erkennbar am Verschwinden oder Aufhängen der Taskleiste) kann dieser mit Hilfe des Taskmanagers neugestartet (Datei > Ausführen... > explorer) bzw. andere Programme aufgerufen werden.

## DOS-basierte Windowssysteme
Bei Windows 9x gibt es lediglich das Dialogfenster Anwendung schließen, welches durch einmaliges Drücken der Tastenkombination Strg + Alt + Entf angezeigt werden kann, solange keine Windows-Meldung über den Absturz eines Programms geöffnet ist. Es wird meist ebenfalls als Taskmanager bezeichnet. Die meisten Systemprozesse werden dort allerdings nicht angezeigt, standardmäßig lediglich die Einträge Systray und Windows Explorer. Zudem lässt sich Windows von hier aus ohne Nachfrage sofort herunterfahren.
Unter Windows 3.x zeigt der Klammergriff ohne vorherigen Programmabsturz lediglich die Bluescreen-ähnliche Warnmeldung an, dass ein erneutes Betätigen dieser Tastenkombination zu einem Windowsneustart führt, ohne zuvor Daten zu speichern. Das Dialogfeld Task-Liste, mit dem auch Symbole und Fenster neu anordnen lassen, ist über den Ausführen…-Dialog „Taskman“ (oder bei einer nicht reagierenden Anwendung über den Klammergriff) erreichbar. Unter noch früheren Windowsversionen (1.x und 2.x) führt diese Tastenkombination, wie unter DOS, zum sofortigen Computerneustart ohne Datenspeicherung und Rückfrage.

## Wissenswertes
Der ursprüngliche Entwickler des Taskmanagers ist Dave Plummer. Auf seinem YouTube-Kanal gibt Plummer an, dass er das Programm zunächst privat entwickelt hatte, es dann aber vom NT-Betriebssystem-Entwicklungsleiter David N. Cutler zum offiziellen Bestandteil der Windows-Betriebssysteme promoviert wurde. In der ersten veröffentlichten Beta-Fassung des Betriebssystems wurde beim Auftreten eines bestimmten Programmfehlers die damalige private Telefonnummer von Dave Plummer angegeben.